# Lijst van administratieve eenheden in Quảng Bình
Deze lijst bevat een overzicht van administratieve eenheden in Quảng Bình (Vietnam).
De provincie Quảng Bình ligt in het midden van Vietnam. In het oosten ligt de Zuid-Chinese Zee en in het westen grenst de provincie aan Laos. De oppervlakte van de provincie bedraagt 9065,3 km² en Quảng Bình telt ruim 854.900 inwoners. Quảng Bình is onderverdeeld in een stad en zes huyện.

## Stad

### Thành phốĐồng Hới
- Phường Bắc Lý
- Phường Bắc Nghiã
- Phường Đồng Mỹ
- Phường Đồng Phú
- Phường Đồng Sơn
- Phường Đức Ninh Đông
- Phường Hải Đinh
- Phường Hải Thành
- Phường Nam Lý
- Phường Phú Hải
- Xã Bảo Ninh
- Xã Đức Ninh
- Xã Lộc Ninh
- Xã Nghĩa Ninh
- Xã Quang Phú
- Xã Thuận Đức

## Huyện

### HuyệnBố Trạch
- Thị trấn Hoàn Lão
- Thị trấn nông trường Việt Trung
- Xã Bắc Trạch
- Xã Cự Nẫm
- Xã Đại Trạch
- Xã Đồng Trạch
- Xã Đức Trạch
- Xã Hạ Trạch
- Xã Hải Trạch
- Xã Hòa Trạch
- Xã Hoàn Trạch
- Xã Hưng Trạch
- Xã Lâm Trạch
- Xã Liên Trạch
- Xã Lý Trạch
- Xã Mỹ Trạch
- Xã Nam Trạch
- Xã Nhân Trạch
- Xã Phú Trạch
- Xã Phúc Trạch
- Xã Sơn Lộc
- Xã Sơn Trạch
- Xã Tân Trạch
- Xã Tây Trạch
- Xã Thanh Trạch
- Xã Thượng Trạch
- Xã Trung Trạch
- Xã Vạn Trạch
- Xã Xuân Trạch
- Xã Yên Thịnh

### HuyệnLệ Thủy
- Thị trấn Kiến Giang
- Thị trấn nông trường Lệ Ninh
- Xã An Thủy
- Xã Cam Thủy
- Xã Dương Thủy
- Xã Hoa Thủy
- Xã Hồng Thủy
- Xã Hưng Thủy
- Xã KimThủy
- Xã Lâm Thủy
- Xã Liên Thuỷ
- Xã Lộc Thủy
- Xã Mai Thủy
- Xã Mỹ Thủy
- Xã Ngân Thủy
- Xã Ngư Thủy Bắc
- Xã Ngự Thủy Nam
- Xã Ngự Thủy Trung
- Xã Phong Thủy
- Xã Phú Thuỷ
- Xã Sen Thủy
- Xã Sơn Thủy
- Xã Tân Thủy
- Xã Thái Thủy
- Xã Thanh Thủy
- Xã Trường Thủy
- Xã Văn Thuỷ
- Xã Xuân Thủy

### HuyệnMinh Hoá
- Thị trấn Quy Đạt
- Xã Dân Hóa
- Xã Hóa Hợp
- Xã Hóa Phúc
- Xã Hóa Sơn
- Xã Hóa Thanh
- Xã Hóa Tiến
- Xã Hồng Hóa
- Xã Minh Hóa
- Xã Quy Hóa
- Xã Tân Hóa
- Xã Thượng Hóa
- Xã Trọng Hóa
- Xã Trung Hóa
- Xã Xuân Hóa
- Xã Yên Hóa

### HuyệnQuảng Ninh
- Thị trấn Quán Hàu
- Xã An Ninh
- Xã Duy Ninh
- Xã Gia Ninh
- Xã Hải Ninh
- Xã Hàm Ninh
- Xã Hiền Ninh
- Xã Lương Ninh
- Xã Tân Ninh
- Xã Trường Sơn
- Xã Trường Xuân
- Xã Vạn Ninh
- Xã Vĩnh Ninh
- Xã Võ Ninh
- Xã Xuân Ninh

### HuyệnQuảng Trạch
- Thị trấn Ba Đồn
- Xã Cảnh Dương
- Xã Cảnh Hóa
- Xã Phù Hóa
- Xã Quảng Châu
- Xã Quảng Đông
- Xã Quảng Hải
- Xã Quảng Hòa
- Xã Quảng Hợp
- Xã Quảng Hưng
- Xã Quảng Kim
- Xã Quảng Liên
- Xã Quảng Lộc
- Xã Quảng Long
- Xã Quảng Minh
- Xã Quảng Phong
- Xã Quảng Phú
- Xã Quảng Phúc
- Xã Quảng Phương
- Xã Quảng Sơn
- Xã Quảng Tân
- Xã Quảng Thạch
- Xã Quảng Thanh
- Xã Quảng Thọ
- Xã Quảng Thuận
- Xã Quảng Thủy
- Xã Quảng Tiên
- Xã Quảng Tiến
- Xã Quảng Trung
- Xã Quảng Trường
- Xã Quảng Tùng
- Xã Quảng Văn
- Xã Quảng Xuân
- Xã Quảng Lưu

### HuyệnTuyên Hóa
- Thị trấn Đồng Lê
- Xã Cao Quảng
- Xã Châu Hóa
- Xã Đồng Hóa
- Xã Đức Hóa
- Xã Hương Hóa
- Xã Kim Hóa
- Xã Lâm Hóa
- Xã Lê Hóa
- Xã Mai Hóa
- Xã Nam Hóa
- Xã Ngư Hóa
- Xã Phong Hóa
- Xã Sơn Hóa
- Xã Thạch Hóa
- Xã Thanh Hóa
- Xã Thanh Thạch
- Xã Thuận Hóa
- Xã Tiến Hóa
- Xã Văn Hóa